# توطئه علیه نوع بشر
توطئه علیه نوع بشر (به انگلیسی: The Conspiracy Against the Human Race) یک کتاب غیر داستانی از نویسنده آمریکایی توماس لیگوتی در سال ۲۰۱۰ است. لیگوتی که به عنوان یک نویسنده داستان ترسناک شناخته می‌شود، مجموعه مقالاتی را ارائه می‌دهد که بدبینی فلسفی و دیدگاه‌های تولدستیز او را بازگو می‌کند. لیگوتی از پیتر وسل زاففه (۱۹۰۹–۱۹۹۹) و امیل چوران (۱۹۹۵–۱۹۹۱) به عنوان الهام گران دیدگاه فلسفی خود یاد می‌کند. این کتاب به دلیل استفاده مکرر از جمله «بدخیم بی فایده» مورد توجه قرار گرفته‌است.
این کتاب توسط پرویز شبرنگ از نشر یمام به فارسی ترجمه شده است.